# 贵深高速动车组列车
贵深高速动车组列车是中国铁路运行于贵州省省会贵阳市贵阳北站及广东省深圳市深圳北站的高速动车组列车，列车经由贵广客运专线、广深港客运专线运行。现由广州局集团广九客运段和广州客运段担任客运乘务。
目前贵阳到深圳每天开行2对高速动车组列车，其中贵阳北站开往深圳北站使用G2945次和G3735次，深圳北站开往贵阳北站使用G2946次和G3732次。另有多对过路列车可提供贵阳至深圳间往返。

## 历史
2016年1月10日，广州局集团新增贵阳北~深圳北G2917/2918次列车。该对列车于2017年1月5日延长至昆明南站始发终到，车次调整为G2928/2925、G2926/2927次。
2018年7月1日，成都局集团新增贵阳北~深圳北G2929/2930次列车。
2022年1月10日，本对曾延长至重庆西站始发终到。但同年12月26日因受贵广客运专线提速改造分号运行图影响恢复至贵阳北站始发终到。
2023年10月11日，配合贵广客专提速改造工作完成，重新安排贵阳北~深圳北G2945/2946次列车1对。

## 时刻表
- 以下数据截至2023年10月11日：

| 里程 | G2945次 | G2945次 | 停靠站 | G2946次 | G2946次 | 里程 |
| 里程 | 到点    | 开点    | 停靠站 | 到点    | 开点    | 里程 |
| ---- | ------- | ------- | ------ | ------- | ------- | ---- |
| 0    | —       | 15:10   | 贵阳北 | 14:45   | —       | 969  |
| 126  | 15:50   | 15:52   | 都匀东 | 14:00   | 14:02   | 843  |
| 606  | 17:46   | 17:48   | 贺州   | 12:04   | 12:06   | 363  |
| 867  | 19:04   | 19:15   | 广州南 | 10:41   | 10:46   | 102  |
| 917  | 19:32   | 19:34   | 虎门   | 10:22   | 10:24   | 52   |
| 969  | 19:52   | —       | 深圳北 | —       | 10:05   | 0    |

## 使用列车
G2945/2946次列车使用配属广州局集团广州南动车运用所的CRH380AL。G3732/3735次列车使用配属广州局集团深圳动车运用所的CR400AF，重联运行。